# Gonotrichidia modestissima
Gonotrichidia modestissima är en fjärilsart som beskrevs av Emilio Berio 1937. Gonotrichidia modestissima ingår i släktet Gonotrichidia och familjen ädelspinnare. Inga underarter finns listade i Catalogue of Life.